# Helictotrichon jahandiezii
Helictotrichon jahandiezii là một loài thực vật có hoa trong họ Hòa thảo. Loài này được (Litard.) Potztal mô tả khoa học đầu tiên năm 1951.